# El año de la garrapata
El año de la garrapata es una película de España dirigida por Jorge Coira en 2004, y protagonizada por Víctor Clavijo, Javier Veiga, Félix Gómez, María Vázquez, Verónica Sánchez y Camila Bossa.

## Sinopsis
"Buscar trabajo, buscar un piso, casarme, abonarme al Plus, tener hijos, echar barriga, perder el pelo y palmar. ¡Joder! No digo que esté mal, pero yo tengo otros planes". Son palabras de Fran (Félix Gómez), un joven que acaba de terminar la carrera y quiere alargar lo más posible la posibilidad de vivir de sus padres. Se ve abocado a entrar en el mercado laboral, pero se resiste. Fran pasa el mayor tiempo posible con su novia Ana (Verónica Sánchez), una chica tranquila que le da total libertad. Ella está en su último año de doctorado y, pese a que no lo quiere reconocer, tiene una visión más tradicional de la vida. Fran tiene dos amigos con los que le une las ganas de pasárselo bien, por un lado el diablillo Morgan (Javier Veiga), algo mayor que él y un auténtico juerguista, y el angelito Lito (Víctor Clavijo), que le aconseja que antes de despilfarrar por ahí, hay que tener el futuro resuelto. Pero a Fran parecen convencerlo más las teorías y los consejos de Morgan, que tiene un plan para seguir disfrutando de la vida: convertirse en una perfecta garrapata, en un parásito social.

## Reparto
| Intérprete                 | Personaje                                                          |
| -------------------------- | ------------------------------------------------------------------ |
| Félix Gómez                | Fran                                                               |
| Javier Veiga               | Morgan                                                             |
| Verónica Sánchez           | Ana                                                                |
| María Vázquez              | Patricia                                                           |
| Víctor Clavijo             | Lito                                                               |
| Camila Bossa               | Rosa                                                               |
| Mela Casal                 | Madre de Fran                                                      |
| Celso Parada               | Padre de Fran                                                      |
| Josefina Gómez             | Abuela de Fran                                                     |
| Rosa Álvarez               | Amiga de Montse                                                    |
| Elina Luaces               | Madre de Morgan                                                    |
| Manuel Millán              | Hombre 1                                                           |
| Mariana Carballal          | Mujer 1                                                            |
| Ernesto Ferro              | Hombre 2                                                           |
| Marta Pazos                | Laura                                                              |
| José Cañas Señoráns        | Padre de Morgan                                                    |
| Antela Rodríguez           | Regidora                                                           |
| César Goldi                | Profesor Colegio                                                   |
| Xosé Manuel Olveira 'Pico' | Profesor Fábrica                                                   |
| Xosé Manuel Esperante      | Vendedor 1                                                         |
| Xúlio Abonjo               | Vendedor 2                                                         |
| Luis Zahera                | Sr. Nieto                                                          |
| Antonio Mourelos           | Entrevistador                                                      |
| Avelina Vázquez            | Clienta                                                            |
| Luisa Merelas              | Montse                                                             |
| Ollaña Salgado             | Luisa                                                              |
| Rebeca Insua               | Chica Fiesta                                                       |
| Sonia López                | Presentadora Fin de Año                                            |
| Alexia Pardo               |                                                                    |
| Marta Anta                 | Chica escondida en un suéter en un supermercado                    |
| Bea Antelo                 | Chica con secador de pelo en el supermercado                       |
| Pablo Atienza              | Hombre regañando a hombre de bombilla en supermercado              |
| Xosé Manuel Budiño         | Xosé Manuel Budiño                                                 |
| Jorge Coira                | Guardia de seguridad en la puerta del supermercado                 |
| Cris Couto                 | Chica probando maquillaje en el supermercado #2                    |
| Xabier Eirís               | Hombre con patillas usando un teléfono celular en un supermercado  |
| Raquel Fidalgo             | Chica probando maquillaje en el supermercado #1                    |
| Chechu Graf                | Hombre analizando una bombilla en un supermercado                  |
| Álvaro Guevara             | Hombre observando a la gente pasar en un supermercado              |
| Carlos Mouriño             | Hombre robando en supermercado                                     |
| Antonio Pereira            | Hombre midiendo en el supermercado                                 |
| Carlos Portela             | Hombre paga en un supermercado un libro sobre guiones de películas |
| Guillermo Represa          | Guardia de seguridad de supermercado en sala de control            |
| Luis Tosar                 | Luis Tosar (en entrevista de televisión)                           |
| Estíbaliz Veiga            |                                                                    |